# Poissy
Poissy /pwaˈsi/ è un comune francese del dipartimento dell'Yvelines (Île-de-France).
Si trova ai margini della foresta di Saint-Germain, sulla riva sinistra della Senna.
La città è conosciuta per il suo stabilimento PSA Peugeot-Citroën, ex fabbrica SIMCA.
Il nome di questa città sarà utilizzato per denominare un motore a marchio iconico Simca-Talbot, il motore Poissy.

## Storia
Fino al XIII secolo fu una delle residenze dei re di Francia: diede i natali a Luigi IX il Santo e a Filippo III l'Ardito.
Nel XIII secolo i frati domenicani vi eressero il convento che nel 1561 ospitò il sinodo della Chiesa gallicana (colloquio di Poissy) con il quale la regina Caterina de' Medici cercò di riavvicinare la fazione cattolica a quella ugonotta.

## Letteratura
A Poissy, al tempo delle guerre di religione del 1561, è ambientato il romanzo storico "Colloqui di Poissy" di Agostino di Bondeno (2018)

## Monumenti e luoghi d'interesse

### Notre-Dame
Poissy conserva la collegiata di Notre-Dame, chiesa edificata tra il XII e il XVI secolo, restaurata a partire dal 1844 dall'architetto Eugène Viollet-le-Duc.

### Villa Savoye
Villa Savoye è una delle opere più celebri di Le Corbusier e fu realizzata tra il 1929 e il 1931. Questo edificio è diventato monumento storico il 16 dicembre 1965. Dopo anni di abbandono la villa è stata restaurata ed è ormai aperta al pubblico.

## Società

### Evoluzione demografica
Abitanti censiti

## Ospedale
- Ospedale di Poissy-Saint-Germain-en-Laye

## Infrastrutture e trasporti
La locale stazione collega la città alle linee SNCF e Réseau express régional.

## Amministrazione

### Gemellaggi
- Pirmasens, Renania-Palatinato, Germania, dal 1965[1]